# Lufénurone
La lufénurone (DCI) est un composé qui appartient à la famille des benzoylurées. La substance active lufénurone du médicament vétérinaire appartient au groupe des inhibiteurs du développement des insectes (IDI). Elle inhibe la synthèse de la chitine et est utilisée pour détruire les larves d'insectes et certains champignons.

## Présentation
En médecine vétérinaire, elle est utilisée essentiellement contre les puces chez le chien et le chat, et, en association avec d'autres molécules, comme antiparasitaire à large spectre. Elle s'est également avérée être efficace contre les dermatophytes. Elle se présente sous la forme d'un solide incolore cristallisé très lipophile possédant un centre stéréogène, mais c'est le racémique qui est utilisé dans les formulations commerciales. Il en existe quatre formes distinctes :
- une forme A, thermodynamiquement stable, qui fond à 175 °C avec une enthalpie de fusion de 33,3 kJ/mol ;
- une forme B, résultant de la recristallisation du liquide ;
- une forme C, qui fond à 147 °C avec une enthalpie de fusion de 22,3 kJ/mol, résultant d'une transition de phase de 66 à 92 °C à partir de la forme B et pouvant également être obtenue par précipitation à partir d'une solution d'éthanol ou le dichlorométhane et recristallisation du matériau amorphe ;
- une forme D dérivée de la forme A à 94 °C.

Ce composé est insoluble dans l'eau mais soluble dans le méthanol, le dichlorométhane, le toluène et les xylènes. Il est rapidement absorbé par administration orale ou injection intraveineuse et se fixe dans les tissus adipeux. Il est ensuite progressivement libéré dans le sang et est peu métabolisé avant d'être éliminé dans les matières fécales. Il agit en étant absorbé par les puces femelles en même temps que le sang de leur hôte, et se retrouve dans les œufs et les larves, où il bloque la synthèse de la chitine, et donc le développement de la puce.

## Contre-indications
L'excipient polyvinylpyrrolidone (povidone) du médicament Program (Novartis) provoque chez le chien une puissante libération d'histamine qui peut entraîner une réaction grave.